# Sambor II.

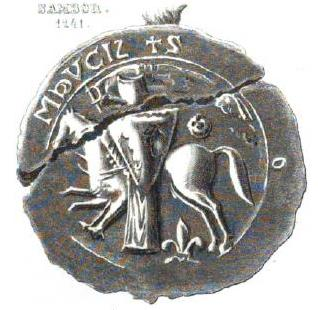
Reitersiegel von Herzog Sambor II. 1241 – Nachzeichnung F.A. Vossberg 1854

Sambor II. (* um 1208; † 31. Dezember 1278) war 1220–1270 mit Unterbrechungen Statthalter, ab 1227 Herzog von Pommerellen in Liebschau und Dirschau. Er entstammte der Dynastie der Samboriden.

## Leben und politischer Werdegang

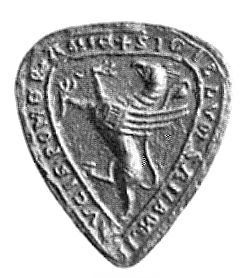
Das Schildsiegel von Herzog Sambor II.

Sambor war beim Tode seines Vaters Mestwin I. erst 12 Jahre alt und stand unter der Vormundschaft seines Bruders Swantopolk. Er erhielt das Gebiet Liebschau mit der dortigen Burg. Um das Jahr 1232 vermählte er sich mit Mathilde (Mechthildis, † nach 1270), einer Tochter des Herrn Heinrich Borwin II. zu Mecklenburg.
Liebschau, heute ein unbedeutendes Dorf, spielte damals eine bedeutende Rolle als doppelte Residenz. Es war gleichzeitig Sitz des mächtigen Johanniterordens, der viele Besitzungen im Lande hatte. Zwei Landstraßen, die von Preußisch Stargard und Wischin nach Danzig führten, gingen über Liebschau. Die andere Feste, Dirschau, lag damals noch abseits.
Nach dem Tode Wartisławs, um 1229, teilten die Brüder dessen Land unter sich auf. Sambors Herrschaftsgebiet umfasste die späteren preußischen Kreise Berent, Karthaus, Stargard und Dirschau und den südlichen Teil des Danziger Werders. Noch 1229 vermachten die Brüder Swantopolk und Sambor das Mewer-Land, „Terra Wansca“ genannt, zum „Trost und Heil“ der Seele ihres verstorbenen Bruders dem Kloster Oliva.
1233/1234 beteiligten sich Sambor und Swantopolk an einem Kriegszug des Deutschen Ordens gegen die heidnischen Prußen und hatten entscheidenden Anteil am Sieg in der Winterschlacht an der Sorge. In der Folgezeit kam es zu Streitigkeiten zwischen Swantopolk einerseits und Sambor andererseits, in die später auch Ratibor hineingezogen wurde. Es kam schließlich zum Bruderkrieg (1236–1238), was 1236 in der Flucht von Sambor und der Gefangennahme und der nominellen Unterwerfung Ratibors unter das Supremat seines Bruders 1238 gipfelte. Sambor hielt sich im Gebiet des Deutschen Ordens auf und nach Abschluss eines Vorfriedensvertrages zwischen Swantopolk und dem Orden 1248, kehrte er 1249 ins heimische Herzogtum zurück.
1242 begann ein langjähriger Krieg des Deutschen Ordens gegen Swantopolk, der mit Unterbrechungen bis 1253 dauerte. Es ging dabei um strittige Territorien und Zölle an der Weichsel. Swantopolk suchte um militärischen Beistand bei den dem Deutschen Orden feindlich gesinnten Prußen nach, während die Ordensritter 1243 eine antiswantopolkische Allianz unter der Mitwirkung der Herzöge von Kujawien, Masowien und Großpolen, sowie Swantopolks Brüder, Sambor und Ratibor schufen. Erst 1253, nach Abschluss eines endgültigen Friedensvertrags zwischen dem Orden und Swantopolk, versöhnten sich die Brüder wieder und Sambor bekam den größten Teil seiner Provinz zurück.
Nach 1249 widmete sich Sambor, dessen relativ kleines Herrschaftsgebiet unter dem militärischen Schutz des Ordens stand, dem Ausbau seines Landes. 1251 trat er die Burg Zantir, einen wichtigen Stützpunkt und ein Ausfalltor gegen die Pruzzen, gegen eine Entschädigung an den Orden ab. Auf einem Hügel am linken Weichselufer ließ er eine Burg bauen, die im April 1252 fertiggestellt wurde. Hierher verlegte er seine Residenz. Der zunehmende Handelsverkehr auf der Weichsel machte die Kontrolle des Schiffsverkehrs und die Erhebung von Zöllen lohnend. Es hatte wohl auch Streitigkeiten mit den Johannitern in Liebschau gegeben. Gleichzeitig gründete er bei der neuen Burg die Stadt Dirschau, die schon 1260 das Lübische Recht erhielt und förderte die Deutsche Ostsiedlung, indem er deutsche Kaufleute und Handwerker aus Lübeck, Hamburg und Braunschweig holte, vor allem aber deutsche Bauern ins Land rief.
Im Jahre 1258 verlieh er dem mecklenburgischen Kloster Doberan das Dorf Pogutken (Pogódki) am Oberlauf der Ferse zur Gründung eines Zisterzienserklosters zu seinem, seiner Vorfahren und seines verstorbenen Sohnes Sobiesław Seelenheil. Die Lage des Klosters erwies sich später als ungünstig, sodass der Konvent deshalb 1276 nach Pelplin umzog. Um das neue Kloster mit Gütern reichlich auszustatten, konfiszierte er das in seinem Machtbereich liegende Mewer Land, das er und Swantopolk dem Kloster Oliva 1229 geschenkt hatten. Oliva stand stets auf Seiten Swantopolks und wandte sich hilfesuchend an Papst Urban IV., der erfolglos 1262 für das Kloster Oliva intervenierte. Sambor wurde daraufhin durch die Äbte von Usedom und Belbuck exkommuniziert (am 20. März 1266 in Spandau durch den päpstlichen Legaten Guido von St. Laurentii in Lucina bestätigt), sein Land im Januar 1267 schließlich mit dem Interdikt durch Bischof Wolimir zu Leslau belegt. Das bedeutete, dass außer Taufen und Beerdigungen keine kirchlichen Handlungen vorgenommen werden durften. Sambor ließ sich davon nicht beeindrucken und vermachte in einer späteren Herrschaftskrise das Land dem Deutschen Orden, der sich sofort in den Besitz des Landes setzte und damit auch links der Weichsel Fuß fasste. Nach einem langen Prozess kam durch Vermittlung des Bischofs Philipp von Fermo als päpstlichem Legaten am 18. Mai 1282 der Vergleich von Militsch zustande. Der Orden behielt das Mewer Land und am 26. Mai 1282 erklärten Abt Johannes von Pelplin und Abt Johannes von Oliva, dass das Kloster Oliva die Hälfte seiner Güter in Mewe an den Deutschorden abgetreten hat und von diesem dafür anderweitig entschädigt worden ist.
Nach Swantopolks Tod, 1266, ging die Oberherrschaftswürde an seinen Sohn Mestwin II. über. In einem Krieg ums Erbe, entmachtete er seinen Onkel Sambor, 1270, der zuerst nach Kujawien zu seiner Tochter Salome floh. Aufgrund eines Krieges zwischen Bolesław von Großpolen und Kujawien,  geriet er 1271 zwischen die Fronten und anschließend in die Gefangenschaft des Ersteren. Nach der Befreiung suchte er Schutz und militärischen Beistand beim Deutschen Orden und überschrieb ihm in Elbing dafür 1276 das Mewe Land. Da der Orden untätig blieb, ging er zurück nach Kujawien und verstarb am 31. Dezember 1278 in Inowrocław. Noch vor seinem Tode vermachte er seine Herrschaftsrechte in Pommerellen den eigenen Töchtern.

## Ehe und Nachkommen
Aus der Ehe mit Mathilde, der Tochter Heinrich Borwin II. gingen ein Sohn und fünf Töchter hervor:
- Sobiesław (Subisław, ca. 1235–1254), überlebte seinen Vater nicht;
- Margareta (Margarete, ca. 1230/1234–1282), als Gattin von König Christoph durch Heirat Königin von Dänemark;
- Zwinisława (Swinisława, ca. 1240–1280), Gattin von Dobiesław Sądowic aus dem Adelsgeschlecht der Odrowąż;
- Gertruda (Gertrude, ca. 1250–1314), blieb unvermählt;
- Eufemia (Eufemie, ca. 1254–1296/1309), als Gattin von Herzog Bolesław II. durch Heirat Herzogin von Schlesien in Liegnitz;
- Salomea (Salome, ca. 1254/1257–1312/1314), als Gattin von Herzog Siemomysław durch Heirat Herzogin von Kujawien in Inowrocław;